# 喻熙傑

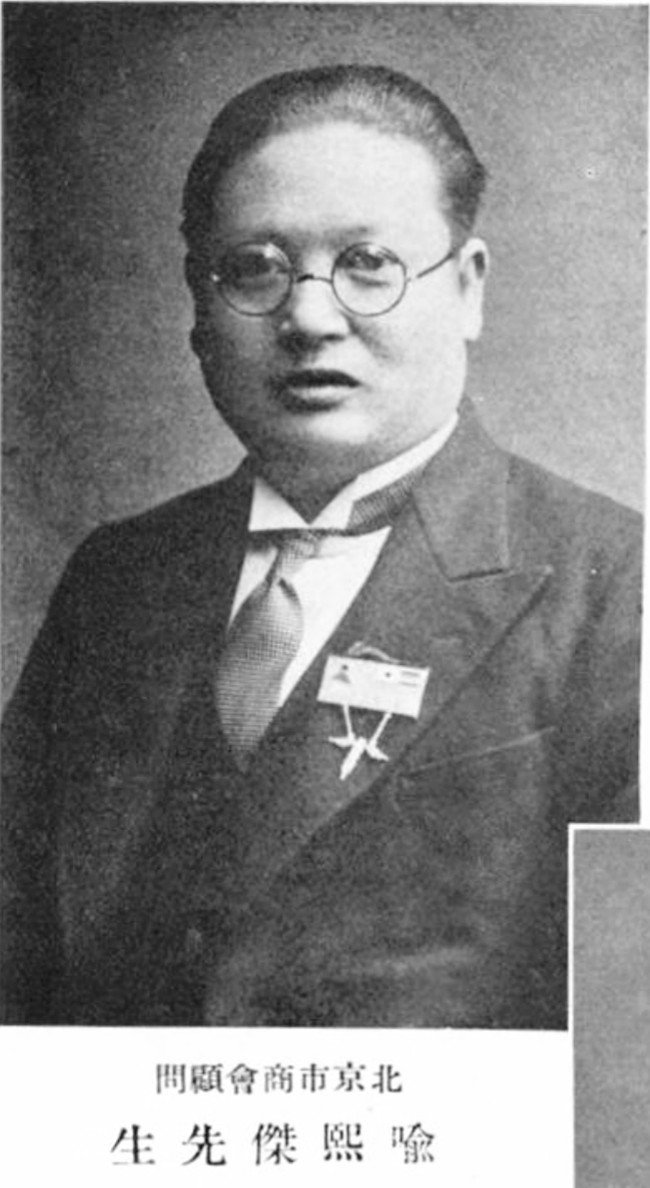
喻熙杰

喻熙杰（?—?）号伯椿，四川内江人，中华民国政治人物。

## 生平
喻熙杰毕业于日本帝国大学政经系。归国后，曾任平绥铁路局总务处长。抗日战争爆发，日军攻占北平后，喻熙杰在北平开办了一家中国评论社，此外在中日实业公司担任理事。喻熙杰通过原在新民总会工作、后为殷同当机要秘书的同乡陈宰平介绍，结识了殷同，正逢殷同建立自己的班底，遂成为殷同的左膀右臂。
1940年7月，新民会会长王克敏辞职后，新任华北政务委员会委员长王揖唐出任会长。1941年5月，为了解决“各种事务之部门区分过多，且过于复杂”的矛盾，新民会机构改组，创设一事务总部，以负责事务执行，并推华北政务委员会建设总署督办殷同取代缪斌为副会长。喻熙杰出任事务总部的事务总长。1943年2月，朱深接替王揖唐任新民会会长，喻熙杰继任副会长。
1945年日本投降后，喻熙杰被国民政府逮捕。此后其生平不详。